# (5889) Мицкевич
(5889) Мицкевич (лат. Mickiewicz) — типичный астероид главного пояса, открыт 31 марта 1979 года советским астрономом Николаем Черных в Крымской астрофизической обсерватории и 3 мая 1996 года назван в честь польского поэта Адама Мицкевича.

## Обнаружение и именование
(5889) Мицкевич
Открыт 31 марта 1979 года в Научном Н. С. Черных.
Назван в память о великом польском поэте Адаме Мицкевиче (1798—1855).
Оригинальный текст (англ.)5889 Mickiewicz
Discovered 1979-03-31 by Chernykh, N. S. at Nauchnyj.
Named in memory of Adam Mickiewicz (1798—1855), great Polish poet.
Источники: DISCOVERY.DB; M.P.C. 27128.

## Орбита

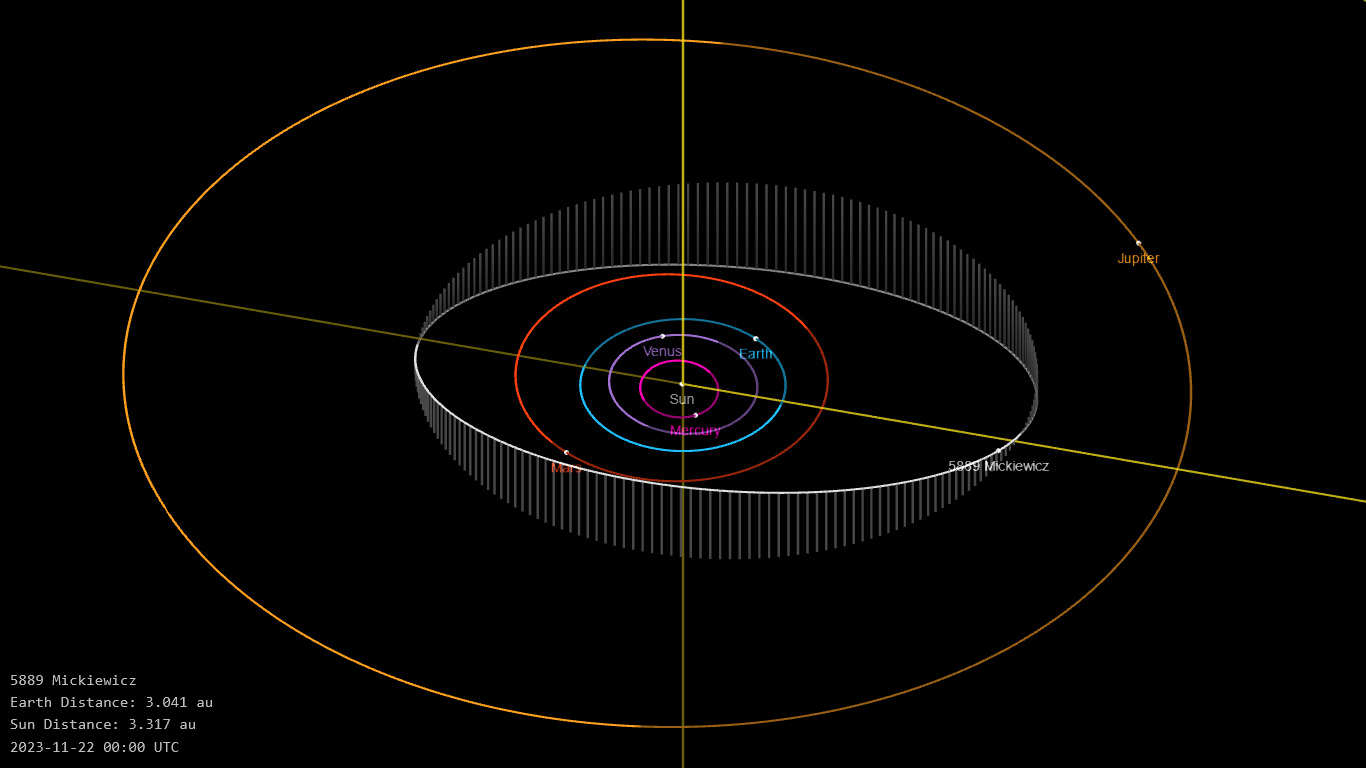
Орбита астероида Мицкевич и его положение в Солнечной системе

## Физические характеристики
Астероид относится к таксономическому классу C.
По результатам наблюдений в инфракрасном диапазоне орбитальной обсерватории IRAS и спутника Akari и наблюдений в видимом и ближнем инфракрасном диапазоне космического телескопа NEOWISE диаметр астероида сначала оценивался равным 22,55±1,4 км, позже — 26,414±0,256 км, 22,83±0,48 км, 24,66±7,27 км и 19,961±6,572 км. Согласно тем же источникам альбедо оценивается как 0,0726±0,01, 0,0387±0,0020, 0,076±0,004, 0,03±0,03, 0,1104±0,0846 и 0,039±0,002.